# V343 Carinae
Ne doit pas être confondu avec D Carinae (HR 3159).
Désignations
V343 Carinae est une étoile de la constellation australe de la Carène. Elle porte également la désignation de Bayer de d Carinae, V343 Carinae étant sa désignation d'étoile variable. L'étoile est visible à l'œil nu avec une magnitude apparente de 4,33. D'après la mesure de sa parallaxe annuelle par le satellite Hipparcos, elle est distante d'approximativement ∼ 1 440 a.l. (∼ 442 pc) de la Terre. Elle s'éloigne du Système solaire à une vitesse radiale de +13 km/s.

## Propriétés
V343 Carinae était considérée à l'origine comme une étoile variable de type Beta Cephei ainsi qu'une binaire à éclipses suspectée avec une période orbitale donnée de 133,92 jours. Mais dans les études plus récentes, sa variabilité a été remise en cause et elle est désormais considérée comme étant probablement constante,. Les mesures plus précises de la photométrie du satellite Hipparcos indiquent qu'elle est tout au plus une microvariable, avec une amplitude de variation de 0,0041 en magnitude visuelle et avec une période de 0,42029 cycle par jour.
Eggleton & Tokovinin (2008) considèrent que l'étoile est solitaire, bien qu'ils laissent une incertitude. Chini et al. (2012) listent quant à eux que l'étoile est une binaire spectroscopique à raies simples.
V343 Carinae est classée comme une géante bleue de type spectral B2III. L'étoile est 12,5 fois plus massive que le Soleil et son âge est estimé à 16 millions d'années. L'étoile est plus de 6 200 fois plus lumineuse que le Soleil et sa température de surface est de 27 600 K. Elle possède un compagnon visuel de magnitude 13,3 qui, en date de 2010, était localisé à une distance angulaire de 16,4 secondes d'arc et à un angle de position de 339°.